# Stepano-Ràzinskaia
Stepano-Ràzinskaia (en rus: Степано-Разинская) és un poble (una stanitsa) de l'óblast de Volgograd, a Rússia, segons el cens del 2002 tenia 170 habitants.